# 12481 Streuvels
A 12481 Streuvels (ideiglenes jelöléssel 1997 EW47) a Naprendszer kisbolygóövében található aszteroida. Eric Walter Elst fedezte fel 1997. március 12-én.